# Australski jezici
Australski jezici naziv za jezike prastanovnika Australije. Sastoji se od 16 porodica koje obuhvaćaju (263) jezika, po novijom podacima 264.
A) Bunaba jezici  (2) Zapadna Australija: bunaba, gooniyandi.
B) Daly jezici (18): ami, giyug, kamu, madngele, manda, maranunggu, maridan, maridjabin, marimanindji, maringarr, marithiel, mariyedi, marti ke, mullukmulluk, murrinh-patha, nangikurrunggurr, tyaraity, wadjiginy.
C) Djamindjung jezici (2):djamindjung, nungali.
D) Djeragan jezici (3): gadjerawang, kitja, miriwung.
E) Garawa jezici (1) Sjeverni teritorij: garawa.
F) Giimbiyu jezici (3): erre, mangerr, urningangg.
G) Gunwinggu jezici (24): alawa, anindilyakwa, burarra, dagoman, djauan, djeebbana, gagadu, gunwinggu, guragone, kunbarlang, kungarakany, mangarayi, mara, nakara, ngalakan, ngalkbun, ngandi, nunggubuyu, rembarunga, wageman, wandarang, waray, wardaman, yangman.
H) Laragiya jezici (1): laragia
I) Limilngan-Wulna jezici (2): limilngan, wulna.
J) Nyulnyul jezici (9): bardi, djawi, dyaberdyaber, dyugun, nimanbur, nyigina, nyulnyul, warrwa, yawuru.
K) pamanjunganski jezici (178): adynyamathanha, aghu tharnggalu, alngith, alyawarr, andegerebinha, anmatyerre, antakarinya, arabana, areba, atampaya, awabakal, ayabadhu, badimaya, bandjalang, bandjigali, banggarla, barrow point, bayali, bayungu, bidyara, biri, burduna, darling, dayi, dhalandji, dhangu, dhargari, dhurga, dhuwal, dieri, dirari, djambarrpuyngu, djangun, djinang, djinba, djiwarli, dyaabugay, dyangadi, dyirbal, flinders island, gamilaraay, ganggalida, gangulu, gugadj, gugu badhun, gugu warra, gugubera, guguyimidjir, gumatj, gungabula, gunya, gupapuyngu, gurdjar, gureng gureng, gurinji, guwamu, guyani, istočni arrernte, jarnango, jaru, kala lagaw ya, kalarko, kalkutung, kanju, karadjeri, kariyarra, kayardild, kaytetye, kokata, kukatja, kuku-mangk, kuku-mu'inh, kuku-muminh, kuku-ugbanh, kuku-uwanh, kuku-yalanji, kumbainggar, kunggara, kunggari, kunjen, kurrama, kuthant, kuuku-ya'u, lamu-lamu, lardil, leningitij, malgana, mandandanyi, mangala, margany, martu wangka, martuyhunira, mayaguduna, maykulan, mbabaram, mbara, mbariman-gudhinma, mudbura, muluridyi, muruwari, narrinyeri, narungga, ngaanyatjarra, ngadjunmaya, ngamini, nganyaywana, ngarinman, ngarla, ngarluma, ngawun, ngura, nhuwala, nijadali, nugunu, nyamal, nyangga, nyangumarta, nyawaygi, nyunga, pakanha, panytyima, pini, pinigura, pintiini, pintupi-luritja, pirlatapa, pitjantjatjara, pitta pitta, ritarungo, thayore, thaypan, thurawal, tjurruru, umbindhamu, umbuygamu, umpila, uradhi, wadjigu, wagaya, wajarri, wakawaka, walmajarri, wamin, wangaaybuwan-ngiyambaa, wanggamala, wangganguru, wanman, wariyangga, warlmanpa, warlpiri, warluwara, warrgamay, warumungu, warungu, wikalkan, wik-epa, wik-iiyanh, wik-keyangan, wik-me'anha, wik-mungkan, wik-ngathana, wikngenchera, wiradhuri, wirangu, worimi, wuliwuli, yalarnnga, yandruwandha, yankunytjatjara, yanyuwa, yawarawarga, yidiny, yindjibarndi, yindjilandji, yinggarda, yir yoront, yugambal, zapadni arrarnta.
L) Tiwi jezici (1): tiwi.
M) Umbugarla-Ngumbur jezici (2): ngurmbur, umbugarla.
N) West Barkly jezici (3): djingili, gudanji, wambaya.
O) Worora jezici (7): gambera, kwini, miwa, ngarinyin, wilawila, worora, wunambal.
P) Yiwaidja jezici (7): amarag, garig-ilgar, iwaidja, manangkari, margu, maung, wurrugu.
Hrvatske riječi potekle iz australskih jezika su primjerice: dingo, koala, tajpan, valabi, vombat, bumerang.

## Vanjske poveznice
- Ethnologue (14th)
- Australian: Composite
- Australian Phylum: Evans 1995
- Australian Macro-Phylum: O'Grady, Voegelin, Voegelin 1966
- Australian: Ethnologue 2005
- Australian: Ruhlen 1991
- Lenguas Australianas